# Elbert Stinson
Elbert Stinson (* 4. September 1944) ist ein ehemaliger US-amerikanischer Sprinter, der sich auf den 400-Meter-Lauf spezialisiert hatte.
Bei den Panamerikanischen Spielen 1967 in Winnipeg gewann er Gold in der 4-mal-400-Meter-Staffel.
Seine persönliche Bestzeit über 400 m von 45,5 s stellte er am 23. Juni 1967 in Bakersfield auf.